# 證券交易法 (中華民國)
《證券交易法》，為中華民國的一部管理證券市場的商事法。

## 沿革
- 1968年證券交易法訂頒，全文共183條，其後歷經多次修正。
- 2012年1月4日修正公布第 4、14、22、36、38-1、141、142、144、145、147、166 、169～171、174～175、177、178、179、183 條條文；增訂第165-1至165-3條條文及第5章之1章名；並刪除第1條及第46條條文。
- 2019年5月31日修正第14之5條及第36條，並於2019年6月21日公布。[1]

修正第14之5條之緣由，由於上市(櫃)公司已逐步廢除監察人，改由獨立董事組成之審計委員會加強對各種財務報表及帳冊內容的查核，而原條文並未規範提經審計委員會同意之財務報告，其應簽名或蓋章之企業人員。為強化公司治理，加強公司對財務報告之內部管理，於是依據第十四條第三項之規定，修正第一項第十款，明定應經審計委員會同意之財務報告須由董事長、經理人及會計主管簽名或蓋章。
修正第36條之緣由，考量原條文並未規範應經會計師查核簽證、董事會通過及監察人承認之年度財務報告，其應簽名或蓋章之人員。為強化公司治理，加強公司對財務報告之內部管理，於是依據第十四條第三項之規定，修正第一項第一款，明定公司公告並申報之年度財務報告須由董事長、經理人及會計主管簽名或蓋章。至第一項第二款應經會計師核閱及提報董事會之第一季、第二季及第三季財務報告，則比照第一款年度財務報告作修正(須由董事長、經理人及會計主管簽名或蓋章)。
- 2020年5月5日修正證券交易法第14條，並於2020年5月19日公布。[2]

修正證券交易法第十四條之理由，為促使公司訂定合理之董事、監察人及員工薪資報酬，於是第五項內容修正為「股票已在證券交易所上市或於證券櫃檯買賣中心上櫃買賣之公司，依第二項規定編製年度財務報告時，應另依主管機關規定揭露公司薪資報酬政策、全體員工平均薪資及調整情形、董事及監察人之酬金等相關資訊。」此次修定，對於促使企業制定合理之董事、監察人及員工薪資報酬，起到正面效益。

### 立法宗旨
根據證券交易法第一條規定，證券交易法制定之目的為發展國民經濟，並保障投資活動，而制定證券交易法。

## 內容
- 第一章　總則
- 第二章　有價證券之募集、發行及買賣
- 第三章　證券商
- 第四章　證券商同業公會
- 第五章　證券交易所
- 第五章之一  外國公司
- 第六章　仲裁
- 第七章　罰則
- 第八章　附則

### 禁止股價操縱行為
根據證券交易法第一百五十五條之規定，禁止相關影響有價證券價格之交易，證券交易法禁止六種有價證券交易方式，依序為一，於集中交易市場買賣有價證券，成交後而不履行帳款交割，且金額足以影響有價證券交易價格、二，與他人事前共謀，於己方以雙方事前商定價格買入或出售有價證券時，他方以雙方事前商定價格進行出售或買入有價證券之交易，試圖大幅度提高或降低有價證券市場成交價格，且金額足以影響有價證券交易價格，俗稱相對委託或對敲、三，為試圖大幅度提高或降低有價證券市場成交價格，連續以前項所述之方式進行有價證券交易，俗稱連續交易或連續敲高殺低、四，己方與他方事前約定，連續與他方進行有價證券買賣成交，試圖製造某檔有價證券交易金額大幅提高或交易數量頻繁之現象，俗成沖洗買賣:1-226、五，透過各種媒體渠道(如平面媒體、電視節目或網路平台)，長時間發布對於企業有價證券有利之不實資訊或部分真實部分偽造之資訊，使有價證券交易者產生預期心理，試圖大幅度影響有價證券之成交價格，俗稱釋放假消息拉抬股價及六，透過前述五項方式以外之任何方式試圖直接或間接影響有價證券於集中交易市場買賣成交價格之行為。

### 影響市場秩序之情事
證券交易法第一百五十六條規定，有六種情事將影響集中交易市場之秩序或可能影響公益，金管會得停止有價證券全部或部分之買賣，或對證券自營商、證券經紀商之交易金額加以限制。六種情事依序為一，發行有價證券之企業面臨法律訴訟或非訴訟事件，結果將使企業面臨解散或變動其組織、資本、業務計畫、財務狀況或停止生產、二，發行有價證券之企業，當面臨重大災害，而於簽訂重要法律契約後，由於發生特殊事故，因而改變業務計畫之關鍵內容或有退票之情事，結果將使公司之財務狀況有顯著重大之惡化、三，發行有價證券企業之行為，有財務狀況虛偽不實或違法之情事，此消息將足以影響有價證券成交價格、四，該有價證券之市場成交價格，發生連續暴漲或暴跌情事，並使他種同類產業或上下游產業有價證券同步產生非正常之漲跌、五，發行該有價證券之企業發生重大影響公共利益之事件或食品藥物安全事件，而嚴重影響公共利益、前述五項以外之其他影響集中交易市場之秩序或可能影響公益之情事。:1-233

### 短線交易
證券交易法第一百五十七條規定，發行有價證券之公司董事、監察人、經理人或持有公司股份超過百分之十之股東，對於企業於集中交易市場之上市股票，於買進後六個月內再行賣出，或於賣出後六個月內再行買進，因而套取價差利益者，俗稱短線交易，企業應請求將其利益歸屬於公司。:1-235

### 內線交易
證券交易法第一百五十七條之一規定，一，企業之董事、監察人、經理人及依規定受企業指定代表行使職務之自然人(如法人董事、監察人代表)、二，持有企業之股份超過百分之十之股東、三，基於職業或控制關係得知企業內部重大消息之人、四，喪失前三項身分後，時間未滿六個月者、五，從前四項之人處獲悉消息之人，此五類人實際了解發行有價證券企業有重大影響其有價證券成交價格之消息時，在該消息確定為真後，未對公眾公開前或對公眾公開後十八小時內，不得對該企業之上市或在證券商營業處所買賣之有價證券或其他具有股權性質之有價證券，自行或以他人名義買入或賣出，俗稱內線交易禁止條款:1-245。違反內線交易禁止之規定者，對於當日善意從事相反買賣之人買入或賣出該有價證券之成交價格，與消息公開後十個營業日收盤平均價格之差額，負損害賠償責任；其內線交易情節重大者，法院得依善意從事相反買賣之人之請求，將賠償金額提高；其內線交易情節輕微者，法院得減輕賠償金額。所稱內線交易中有重大影響其有價證券成交價格之消息，為有關於企業之財務、經營業務或該企業有價證券之市場供需、公開收購，該內線消息具體內容對有價證券成交價格有重大影響，或對正當投資人之投資判斷有重大影響之內線消息；消息之範圍及公開方式等相關事項之辦法，由金管會定之。

## 外部連結
- 维基文库中的相關文獻：證券交易法 (民國113年)